# Kengia kitagawai
Kengia kitagawai là một loài thực vật có hoa trong họ Hòa thảo. Loài này được (Honda) Packer mô tả khoa học đầu tiên năm 1960.